# Кучинг
Ку́чинг (малайск. Kuching; этимология названия не совсем ясна; возможно происходит от названия плода мата-кучинг — кошачий глаз; малайск. mata kucing) — город в Восточной Малайзии, на острове Калимантан, столица провинции Саравак. Население (около полумиллиона жителей) состоит из малайцев, даяков, китайцев разного происхождения и индийских народностей.
Климат мягкий, экваториальный, среднее количество годовых осадков составляет 4000 мм. Влажный период муссонов длится с ноября по февраль. Средняя температура составляет 23 °C по утрам и поднимается до 32 °C после полудня в течение всего года.[что?]
Кучинг раскинулся по обе стороны реки Саравак, северный и южный города соединены друг с другом только двумя мостами.

## История

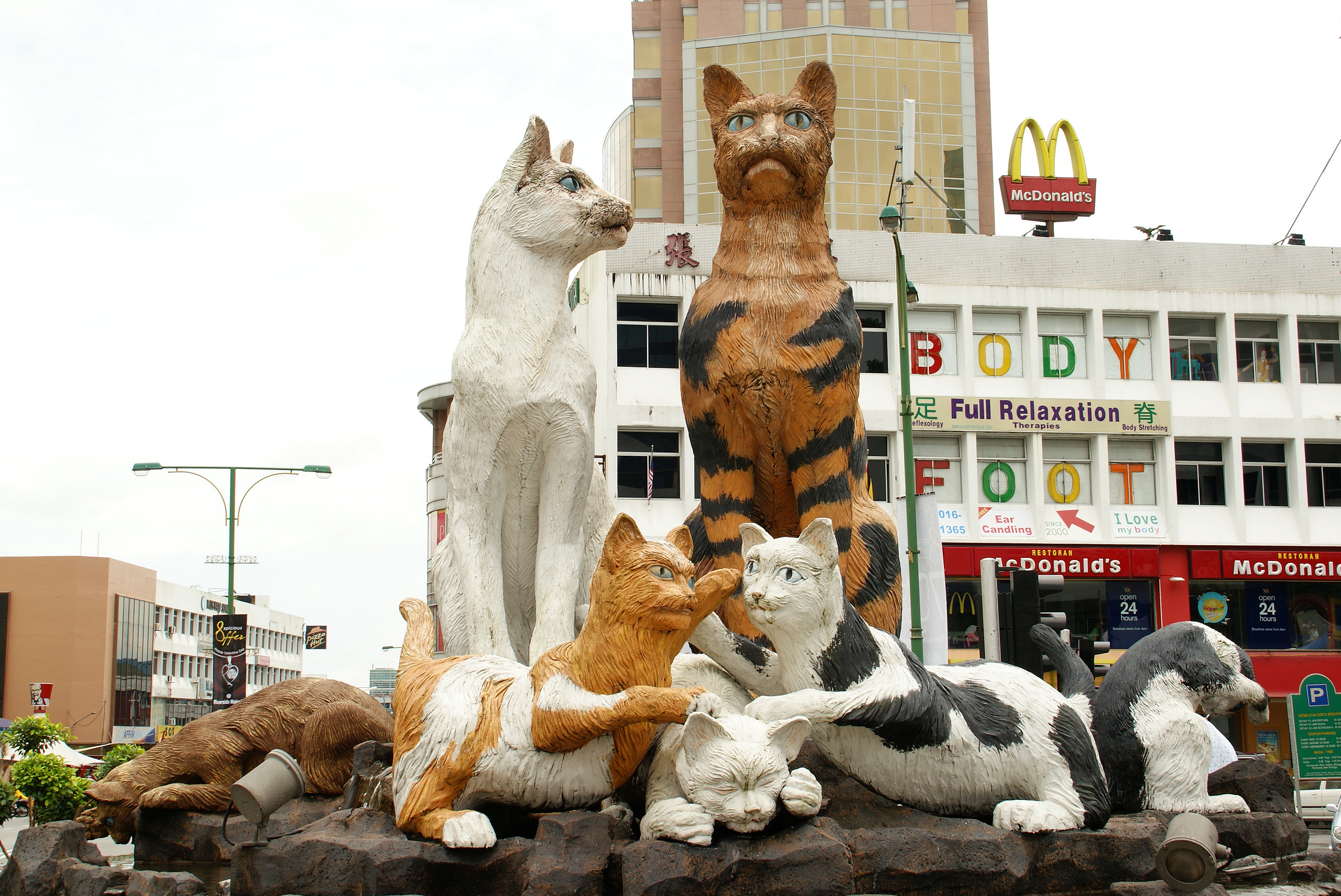
Композиция с кошками. Фото 2009 года

200 лет назад Саравак был частью султаната Бруней. За заслуги по подавлению восстания султан дал небольшую территорию в управление Джеймсу Бруку, английскому искателю приключений, который превратил Кучинг в столицу своего королевства белых раджей. Династия Брука правила Сараваком вплоть до 1946 года, когда третий и последний раджа сэр Чарльз Вайнер Брук передал Саравак британской короне.
В середине 1960-х гг. происходила Индонезийско-малайзийская конфронтация из-за попыток Сукарно присоединить Саравак к Индонезии. В 1963 году Саравак получил независимость и вошёл в Малайскую федерацию вместе с Сабахом и Сингапуром.
Происхождение имени города Кучинг не ясно. Традиционно считается, что Кучинг — Кошачий город, хотя скорее всего название берётся от индийского[какого?] «кочин» (порт) или от плодового растения «кошачий глаз» (mata kucing).
Повсюду в городе стоят скульптуры кошек, и в городе имеется также Музей Кошек.

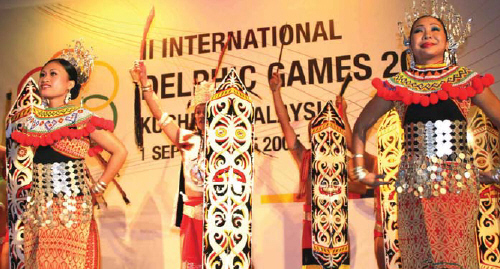
На праздничной церемонии открытия Дельфийских игр

С 1 по 7 сентября 2005 года в Кучинге проходили Вторые Дельфийские игры под руководством Международного Дельфийского совета. Девизом этих Игр было «Возрождение исчезающих традиций».   
В адрес Игр поступило официальное приветствие от ЮНЕСКО, патронат им предоставил премьер-министр Саравака Абдул Таиб Махмуд. Ежедневные отчеты о ходе Дельфийских игр с включением фотографий и интервью публиковали газеты «The Borneo Post» и «Sarawak Tribune».

## Достопримечательности
Кучинг связан с деятельностью Альфреда Уоллеса, учёного, труды которого по исследованиям орангутанов вдохновили Чарльза Дарвина, и в Музее штата Саравак имеется экспозиция, посвящённая Дарвину.
В городе имеется много музеев, из которых наиболее известны:
- Музей Саравака[8]
- Китайский музей
- Музей кошек
- Музей ислама
- Музей текстиля

Интересны также:
- Астана (бывший дворец раджи)
- Форт Маргарита
- Даосский храм Туа-Пэк-Кун
- Центральный базар
- Многочисленные статуи кошек в разных частях города
- Национальный парк Бако

Китайский квартал, Улица плотников и Индийская улица сохранились с времён раджи и с колониальных времён.
В городе и вокруг него немало парков.

## Города-побратимы
- Куньмин, КНР
- Сямынь, КНР
- Чжэньцзян, КНР
- Понтианак, Индонезия
- Джохор-Бару, Малайзия
- Джидда, Саудовская Аравия
- Куро, Республика Корея
- Сиэтл, США

## Галерея

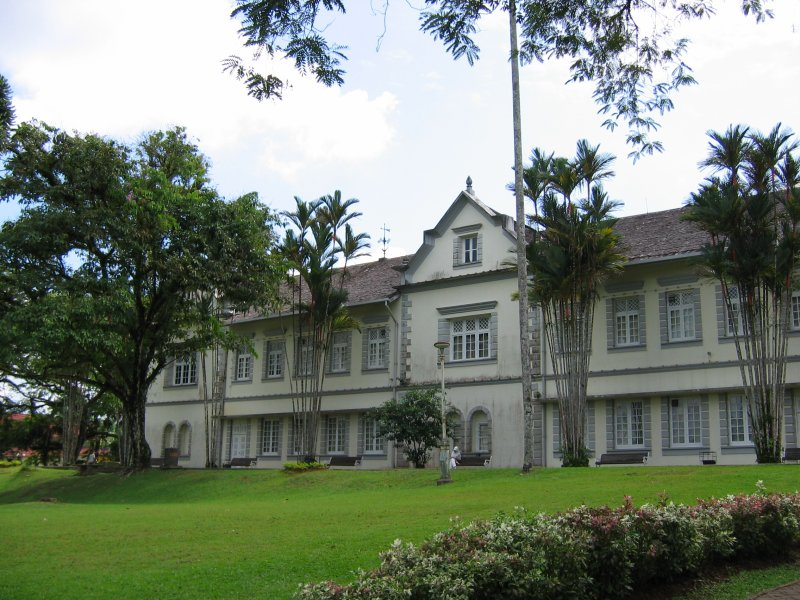
Музей Саравака
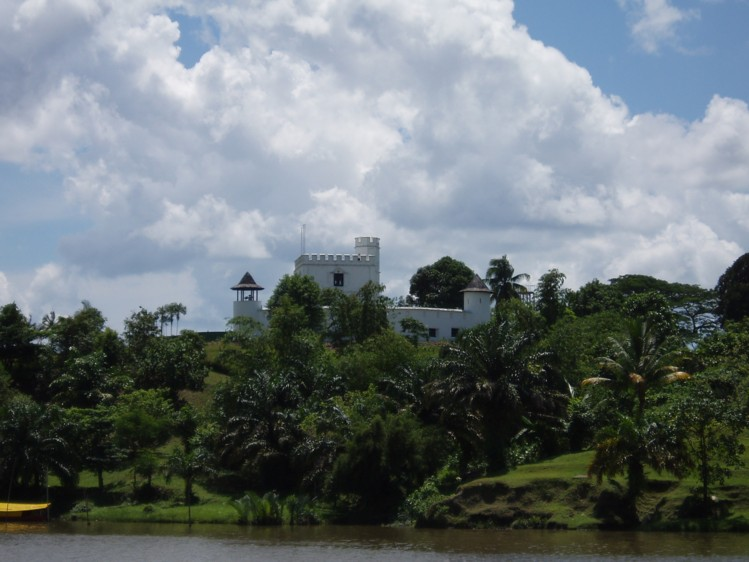
Форт Маргарита
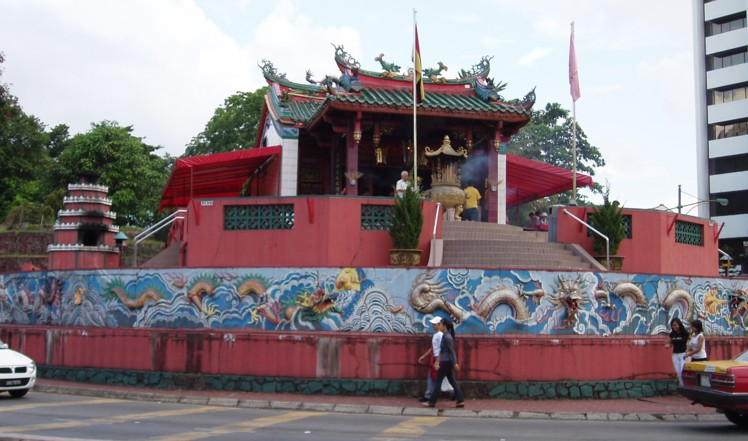
Даосский храм Туа Пек Конг
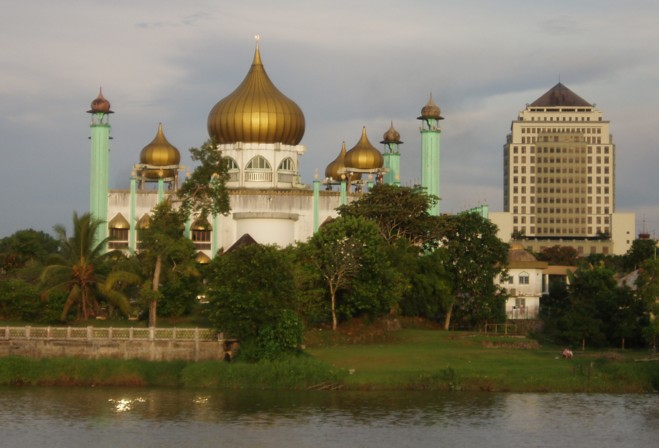
Мечеть Негери
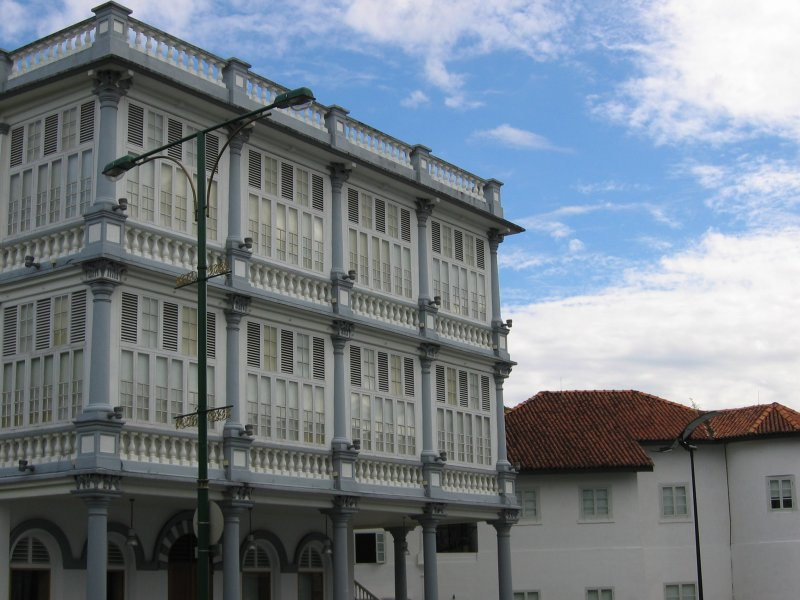
Павильон XIX века и Музей Текстиля
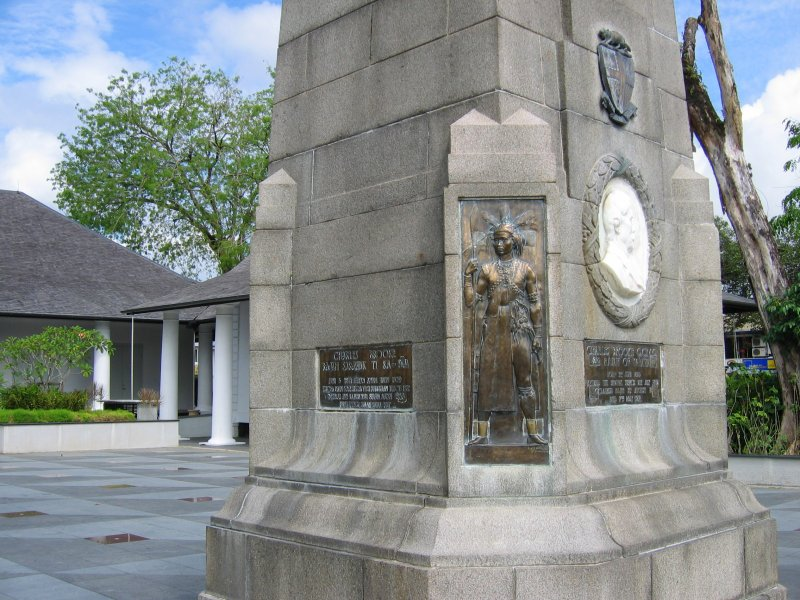
Мемориал Брука около старого здания суда
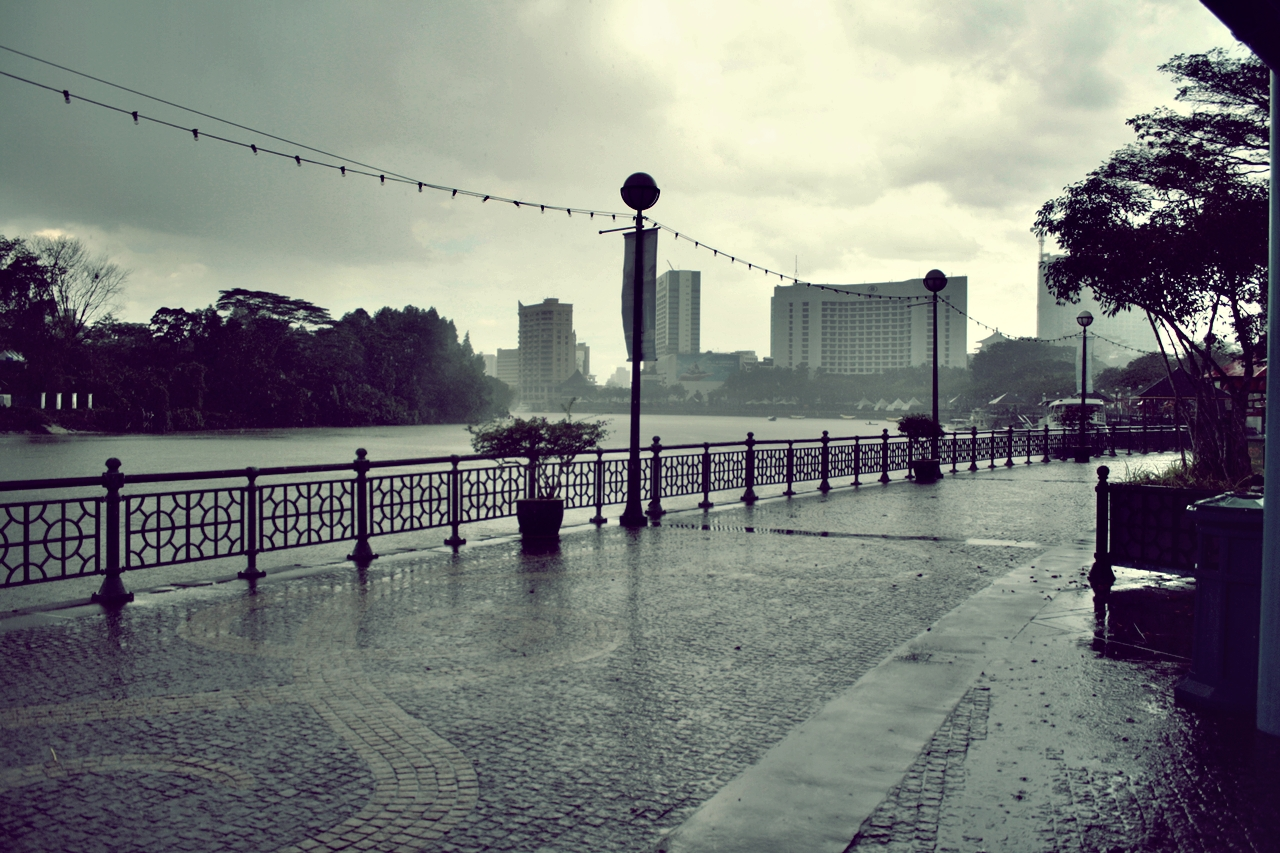
Набережная реки Саравак
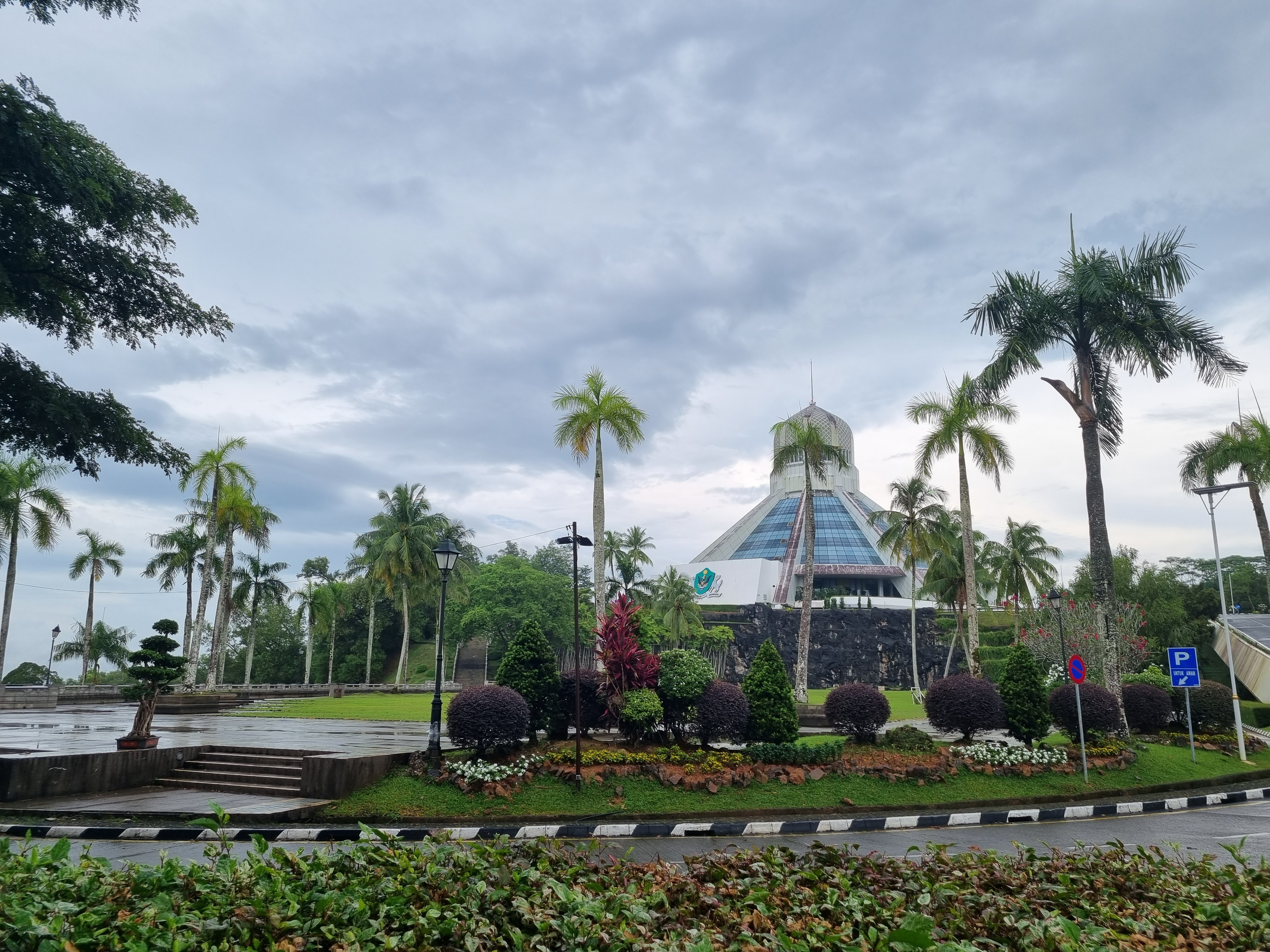
Музей кошек